# カースド クルセイド
『カースド クルセイド』（英: The Cursed Crusade）は、Kylotonnが開発し、ヨーロッパで2011年10月7日にDTP Entertainmentから発売されたアクションアドベンチャーゲームである。北米では2011年10月25日にAtlus USAから、日本では2012年2月9日にユービーアイソフトから発売された

## 概要
中世ヨーロッパの十字軍を舞台とした本作は、過去に重罪を犯した者の身に呪いが降りかかるという物語で、父親の行方を捜す騎士と元盗賊の男の2人が本作の主人公となっている。
戦闘に重点が置かれている本作は、アクションの表現にも力を入れている。発表時、2人の男の主人公がくり広げる過激な戦闘シーンが世界で注目された。
日本語版の声優のうち、デンズ役には 中村悠一が、エステバン役には中村と親交のある杉田智和がそれぞれ起用され、音声の収録はゲーム画面を見ずに行われた。杉田は公式インタビューの中で、原語版におけるエステバンは声が高くテンションも高かったため、自身もそれを踏襲して演技したと振り返っている。

## ストーリー
ある日、中世ヨーロッパを舞台に父親の行方を捜す騎士と、元盗賊の男が巡り合わせにより十字軍と共に共闘することになり共に戦っていく。

## 登場人物
デンズ・ドゥ・ベール
声 - 中村悠一
叔父の陰謀によって地位も名誉も失ったフランス人の騎士。消息不明の父「ジャン」を捜すため、十字軍への参加を決意する。
エステバン・ノビエンブレ
声 - 杉田智和
デンズの相棒となるスペイン人。元盗賊傭兵として参加した戦闘でデンズに命を救われ、彼の手助けをするようになる。
ジャン・ドゥ・ベール
声 - 大塚芳忠
主人公「デンズ」の父親。第3回十字軍に参加したきり消息不明となってしまった。
死神
声 - 安元洋貴
呪いにかかった者の命を狙う存在。